# Ramón Valls Plana
Ramón Valls Plana (Valls, 27 de febrero de 1928-Barcelona, 17 de agosto de 2011) fue un jesuita, filósofo y catedrático universitario español, especialista en la obra y el pensamiento hegeliano.

## Biografía
Licenciado en Filosofía y Letras por la Universidad de Barcelona al tiempo que seguía su formación eclesiástica, realizó su doctorado en Múnich y Roma. Cuando ya había abandonado la Compañía de Jesús, presentó su tesis doctoral, Del yo al nosotros: Lectura de la fenomenología de Hegel, que se convirtió en libro en 1971, constituyendo obra de referencia para el estudio de Friedrich Hegel en el mundo hispano. Ocupó cátedra como profesor de Filosofía en la universidad de Barcelona, para pasar más tarde a la de Zaragoza y después a la del País Vasco con sede en San Sebastián, donde fundó la Facultad de Filosofía en 1978. En 1979 regresó a Barcelona donde fue secretario general, vicerrector y síndico de agravios de la universidad.
Participó en la refundación de la Sociedad Catalana de Filosofía junto con Xavier Rubert de Ventós y Eugenio Trías. Del conjunto de su obra, destacó, además de la tesis doctoral, La dialéctica (1981), Societat civil i Estat a la Filosofia del Dret de Hegel (1993), Conceptes per a una filosofia de l'educació pluralista i pacifista (1995), la traducción de la obra de Hegel Enciclopedia de las Ciencias Filosóficas y Una ética para la bioética, y a ratos para la política (2003). Además, junto con otros autores, publicó en 2004, La controversia de Hegel con Kant. En los últimos años se interesó especialmente por la ética y la bioética y mantuvo una constante preocupación por el llamado paradigma científico, sobre el que sostenía que "todo saber humano está transido de problemas sobre su fundamento", siendo el papel de la filosofía garante de las últimas preguntas de todo conocimiento. Fue miembro fundador del Observatorio de bioética y derecho de la Universidad de Barcelona